# Meilleurs buteurs de la Ligue Europa
Cet article liste les meilleurs buteurs de la Ligue Europa depuis sa création en 1971.
Le Suédois Henrik Larsson est le meilleur buteur de l'histoire de la Ligue Europa avec 40 buts.

## Classement général
Ce tableau présente le classement des vingt meilleurs buteurs de l'histoire de la Ligue Europa, tour de qualifications inclus.
Les joueurs participants actuellement à la Ligue Europa 2025-2026 sont inscrits en caractères gras.
| Rang | Joueur                    | Période   | Clubs successifs                                                                                               | Matchs | Ratio | Buts |
| ---- | ------------------------- | --------- | --- | ------ | ----- | ---- |
| 1    | Henrik Larsson            | 1996-2009 | Feyenoord Rotterdam (1), Celtic FC (27), Helsingborgs IF (12)                                                  | 56     | 0,71  | 40   |
| 2    | Pierre-Emerick Aubameyang | 2009-2024 | LOSC Lille (0), Borussia Dortmund (11), Arsenal FC (14), FC Barcelone (2), Olympique de Marseille (10)         | 67     | 0,55  | 37   |
| 3    | Klaas-Jan Huntelaar       | 2004-2020 | SC Heerenveen (5), Ajax Amsterdam (11), Schalke 04 (18)                                                        | 54     | 0,63  | 34   |
| 4    | Alfredo Morelos           | 2016-2022 | HJK Helsinki (4), Rangers FC (28)                                                                              | 60     | 0,53  | 32   |
| 5    | Radamel Falcao            | 2010-2021 | FC Porto (18), Atlético de Madrid (13), Galatasaray (0)                                                        | 35     | 0,89  | 31   |
| 6    | Aritz Aduriz              | 2012-2018 | Valence CF (0), Athletic Club (31)                                                                             | 47     | 0,66  | 31   |
| 7    | Dieter Müller             | 1973-1983 | FC Cologne (25), VfB Stuttgart (1), Girondins de Bordeaux (3)                                                  | 36     | 0,81  | 29   |
| 8    | Edin Džeko                | 2003-2025 | FK Željezničar (0), VfL Wolfsburg (5), Manchester City (3), AS Rome (17), Fenerbahçe SK (3)                    | 60     | 0,47  | 28   |
| 9    | Vágner Love               | 2004-2021 | CSKA Moscou (20), Beşiktaş (4), FK Kaïrat Almaty (3)                                                           | 44     | 0,61  | 27   |
| 10   | Shota Arveladze           | 1994-2007 | SK Dinamo Tbilissi (2), Trabzonspor (4), Ajax Amsterdam (10), Rangers FC (3), AZ Alkmaar (8)                   | 45     | 0,60  | 27   |
| 11   | Romelu Lukaku             | 2010-2024 | RSC Anderlecht (5), Everton FC (8), Inter Milan (7), AS Rome (7)                                               | 46     | 0,59  | 27   |
| 12   | Bruno Fernandes           | 2018-2025 | Sporting Portugal (11), Manchester United (16)                                                                 | 58     | 0,47  | 27   |
| 13   | Alexandre Lacazette       | 2012-2025 | Olympique lyonnais (14), Arsenal FC (13)                                                                       | 62     | 0,44  | 27   |
| 14   | Moanes Dabour             | 2011-2021 | Maccabi Tel Aviv (1), Grasshopper Club Zurich (0), Red Bull Salzbourg (16), Séville FC (3), TSG Hoffenheim (6) | 57     | 0,46  | 26   |
| 14   | Kevin Gameiro             | 2005-2019 | RC Strasbourg (2), Paris SG (1), Séville FC (18), Atletico de Madrid (2), Valence CF (3)                       | 57     | 0,46  | 26   |
| 16   | Jermain Defoe             | 2006-2020 | Tottenham Hotspur (20), Portsmouth FC (2), Rangers FC (3)                                                      | 41     | 0,61  | 25   |
| 17   | Alessandro Altobelli      | 1977-1989 | Inter Milan (21), Juventus (4)                                                                                 | 57     | 0,44  | 25   |
| 18   | Mladen Petrić             | 2001-2015 | Grasshopper Club Zurich (1), FC Bâle (8), Hambourg SV (15), Panathinaïkós (1)                                  | 72     | 0,35  | 25   |
| 19   | Claudio Pizarro           | 1999-2010 | Werder Brême (24)                                                                                              | 33     | 0,73  | 24   |
| 20   | Ricky van Wolfswinkel     | 2010-2025 | FC Utrecht (8), Sporting Portugal (9), AS Saint-Étienne (1), FC Bâle (4), FC Twente (2)                        | 52     | 0,46  | 24   |

## Palmarès

### Palmarès par édition
Ce tableau retrace les meilleurs buteurs de la Ligue Europa par saison depuis sa création en 1971 (buts inscrits en tours préliminaires exclus).
Le record de buts sur une saison est détenu par Radamel Falcao avec 17 buts inscrits avec le FC Porto lors de la saison 2010-2011.
| Saison       | Joueur                                                  | Club                                                                    | Buts       |            |
| Coupe UEFA   | Coupe UEFA                                              | Coupe UEFA                                                              | Coupe UEFA | Coupe UEFA |
| ------------ | ------------------------------------------------------- | ----------------------------------------------------------------------- | ---------- | ---------- |
| 1971-1972    | Ludwig Bründl                                           | Eintracht Brunswick                                                     | 10         |            |
| 1972-1973    | Jan Jeuring Jupp Heynckes                               | FC Twente Borussia Mönchengladbach                                      | 12         |            |
| 1973-1974    | Lex Schoenmaker                                         | Feyenoord Rotterdam                                                     | 9          |            |
| 1974-1975    | Jupp Heynckes                                           | Borussia Mönchengladbach                                                | 11         |            |
| 1975-1976    | Ruud Geels                                              | Ajax Amsterdam                                                          | 10         |            |
| 1976-1977    | Stanley Bowles                                          | Queens Park Rangers                                                     | 11         |            |
| 1977-1978    | Gerrie Deijkers Raimondo Ponte                          | PSV Eindhoven Grasshopper Club Zurich                                   | 8          |            |
| 1978-1979    | Allan Simonsen                                          | Borussia Mönchengladbach                                                | 9          |            |
| 1979-1980    | Dieter Hoeness Harald Nickel                            | Bayern Munich Borussia Mönchengladbach                                  | 7          |            |
| 1980-1981    | John Wark                                               | Ipswich Town                                                            | 14         |            |
| 1981-1982    | Torbjörn Nilsson                                        | IFK Göteborg                                                            | 9          |            |
| 1982-1983    | Zoran Filipović                                         | Benfica Lisbonne                                                        | 8          |            |
| 1983-1984    | Tibor Nyilasi                                           | Austria Vienne                                                          | 8          |            |
| 1984-1985    | József Szabo Edin Bahtić                                | Videoton SC FK Željezničar Sarajevo                                     | 7          |            |
| 1985-1986    | Klaus Allofs                                            | FC Cologne                                                              | 9          |            |
| 1986-1987    | Peter Houtman Jari Rantanen Paulinho Cascavel           | FC Groningue IFK Göteborg Vitória Guimarães                             | 5          |            |
| 1987-1988    | Dimítrios Saravákos Kálmán Kovács Kenneth Brylle Larsen | Panathinaïkós Budapest Honvéd Club Bruges                               | 6          |            |
| 1988-1989    | Torsten Gütschow                                        | Dynamo Dresde                                                           | 7          |            |
| 1989-1990    | Falko Götz Karl-Heinz Riedle                            | FC Cologne Werder Brême                                                 | 6          |            |
| 1990-1991    | Rudi Völler                                             | AS Rome                                                                 | 10         |            |
| 1991-1992    | Dean Saunders                                           | Liverpool FC                                                            | 9          |            |
| 1992-1993    | Gérald Baticle                                          | AJ Auxerre                                                              | 8          |            |
| 1993-1994    | Dennis Bergkamp                                         | Inter Milan                                                             | 8          |            |
| 1994-1995    | Ulf Kirsten                                             | Bayer Leverkusen                                                        | 10         |            |
| 1995-1996    | Jürgen Klinsmann                                        | Bayern Munich                                                           | 15         |            |
| 1996-1997    | Maurizio Ganz                                           | Inter Milan                                                             | 8          |            |
| 1997-1998    | Stéphane Guivarc'h                                      | AJ Auxerre                                                              | 7          |            |
| 1998-1999    | Enrico Chiesa Darko Kovačević                           | Parme FC Real Sociedad                                                  | 8          |            |
| 1999-2000    | Darko Kovačević                                         | Juventus                                                                | 10         |            |
| 2000-2001    | Goran Drulić Marcin Kuźba Javi Moreno Démis Nikolaïdis  | Étoile rouge de Belgrade FC Lausanne-Sport Deportivo Alavés AEK Athènes | 6          |            |
| 2001-2002    | Pierre van Hooijdonk                                    | Feyenoord Rotterdam                                                     | 8          |            |
| 2002-2003    | Derlei                                                  | FC Porto                                                                | 12         |            |
| 2003-2004    | Sonny Anderson                                          | Villarreal CF                                                           | 7          |            |
| 2004-2005    | Alan Shearer                                            | Newcastle United                                                        | 11         |            |
| 2005-2006    | Matías Delgado                                          | FC Bâle                                                                 | 7          |            |
| 2006-2007    | Wálter Pandiani                                         | Espanyol Barcelone                                                      | 11         |            |
| 2007-2008    | Luca Toni Pavel Pogrebniak                              | Bayern Munich Zénith Saint-Pétersbourg                                  | 10         |            |
| 2008-2009    | Vágner Love                                             | CSKA Moscou                                                             | 11         |            |
| Ligue Europa |                                                         |                                                                         |            |            |
| 2009-2010    | Claudio Pizarro Óscar Cardozo                           | Werder Brême Benfica Lisbonne                                           | 9          |            |
| 2010-2011    | Radamel Falcao                                          | FC Porto                                                                | 17         |            |
| 2011-2012    | Radamel Falcao                                          | Atlético de Madrid                                                      | 12         |            |
| 2012-2013    | Libor Kozák                                             | SS Lazio                                                                | 8          |            |
| 2013-2014    | Jonathan Soriano                                        | Red Bull Salzbourg                                                      | 8          |            |
| 2014-2015    | Alan Romelu Lukaku                                      | Red Bull Salzbourg Everton FC                                           | 8          |            |
| 2015-2016    | Aritz Aduriz                                            | Athletic Club                                                           | 10         |            |
| 2016-2017    | Edin Džeko Giuliano                                     | AS Rome Zénith Saint-Pétersbourg                                        | 8          |            |
| 2017-2018    | Ciro Immobile Aritz Aduriz                              | SS Lazio Athletic Club                                                  | 8          |            |
| 2018-2019    | Olivier Giroud                                          | Chelsea FC                                                              | 11         |            |
| 2019-2020    | Bruno Fernandes                                         | Sporting Portugal et Manchester United                                  | 8          |            |
| 2020-2021    | Gerard Moreno Pizzi Yusuf Yazıcı Borja Mayoral          | Villarreal CF Benfica Lisbonne LOSC Lille AS Rome                       | 7          |            |
| 2021-2022    | James Tavernier                                         | Glasgow Rangers                                                         | 7          |            |
| 2022-2023    | Marcus Rashford Victor Boniface                         | Manchester United Royale Union SG                                       | 6          |            |
| 2023-2024    | Pierre-Emerick Aubameyang                               | Olympique de Marseille                                                  | 10         |            |
| 2024-2025    | Ayoub El Kaabi Kasper Høgh Bruno Fernandes              | Olympiakós FK Bodø/Glimt Manchester United                              | 7          |            |

### Palmarès par joueur
L'Allemand Jupp Heynckes, le Yougoslave Darko Kovačević, le Colombien Radamel Falcao, l'Espagnol Aritz Aduriz et le Portugais Bruno Fernandes comptent chacun deux titres de meilleur buteur de la Ligue Europa.
| Rang | Joueur          | Titres | Saisons               |
| ---- | --------------- | ------ | --------------------- |
| 1    | Jupp Heynckes   | 2      | 1972-1973*, 1974-1975 |
| 1    | Darko Kovačević | 2      | 1998-1999*, 1999-2000 |
| 1    | Radamel Falcao  | 2      | 2010-2011, 2011-2012  |
| 1    | Aritz Aduriz    | 2      | 2015-2016, 2017-2018* |
| 1    | Bruno Fernandes | 2      | 2019-2020, 2024-2025* |

* titre partagé par deux joueurs ou plus.

### Palmarès par club
Le Borussia Mönchengladbach a eu quatre fois dans son équipe le meilleur buteur de la Ligue Europa.
| Rang | Club                     | Titres | Joueurs                                             |
| ---- | ------------------------ | ------ | --------------------------------------------------- |
| 1    | Borussia Mönchengladbach | 4      | Jupp Heynckes* (×2), Allan Simonsen, Harald Nickel* |
| 2    | Bayern Munich            | 3      | Dieter Hoeness*, Jürgen Klinsmann, Luca Toni*       |
| 2    | Benfica Lisbonne         | 3      | Zoran Filipović, Óscar Cardozo*, Pizzi*             |
| 2    | AS Rome                  | 3      | Rudi Völler, Edin Džeko*, Borja Mayoral*            |
| 2    | Manchester United        | 3      | Bruno Fernandes (×2), Marcus Rashford*              |
| 6    | IFK Göteborg             | 2      | Torbjörn Nilsson, Jari Rantanen*                    |
| 6    | FC Cologne               | 2      | Klaus Allofs, Falko Götz*                           |
| 6    | Inter Milan              | 2      | Dennis Bergkamp, Maurizio Ganz                      |
| 6    | AJ Auxerre               | 2      | Gérald Baticle, Stéphane Guivarc'h                  |
| 6    | Feyenoord Rotterdam      | 2      | Lex Schoenmaker, Pierre van Hooijdonk               |
| 6    | Werder Brême             | 2      | Karl-Heinz Riedle*, Claudio Pizarro*                |
| 6    | FC Porto                 | 2      | Derlei, Radamel Falcao                              |
| 6    | Red Bull Salzbourg       | 2      | Jonathan Soriano, Alan*                             |
| 6    | Zénith Saint-Pétersbourg | 2      | Pavel Pogrebniak*, Giuliano*                        |
| 6    | Lazio Rome               | 2      | Libor Kozák, Ciro Immobile*                         |
| 6    | Athletic Club            | 2      | Aritz Aduriz* (×2)                                  |
| 6    | Villarreal CF            | 2      | Sonny Anderson, Gerard Moreno*                      |

* titre partagé par deux joueurs ou plus.

### Palmarès par pays
L'Allemagne a eu douze fois l'un de ses représentants titré meilleur buteur de la Ligue Europa.
| Rang | Pays        | Titres | Joueurs |
| ---- | ----------- | ------ | --- |
| 1    | Allemagne   | 12     | Ludwig Bründl, Jupp Heynckes* (×2), Dieter Hoeness* et Harald Nickel* (la même année), Klaus Allofs, Torsten Gütschow, Falko Götz* et Karl-Heinz Riedle* (la même année), Rudi Völler, Ulf Kirsten, Jürgen Klinsmann |
| 2    | Pays-Bas    | 7      | Jan Jeuring*, Lex Schoenmaker, Ruud Geels, Gerrie Deijkers, Peter Houtman*, Dennis Bergkamp, Pierre van Hooijdonk |
| 3    | Brésil      | 6      | Paulinho Cascavel*, Derlei, Sonny Anderson, Vágner Love, Alan*, Giuliano* |
| 3    | Espagne     | 6      | Javi Moreno*, Jonathan Soriano, Aritz Aduriz* (×2), Borja Mayoral* (×2) |
| 5    | Yougoslavie | 5      | Zoran Filipović, Edin Bahtić*, Darko Kovačević* (×2), Goran Drulić* |
| 6    | Italie      | 4      | Maurizio Ganz, Enrico Chiesa*, Luca Toni*, Ciro Immobile* |
| 6    | Angleterre  | 4      | Stanley Bowles, Alan Shearer, James Tavernier, Marcus Rashford* |
| 8    | Hongrie     | 3      | Tibor Nyilasi, József Szabo*, Kálmán Kovács* |
| 8    | France      | 3      | Gérald Baticle, Stéphane Guivarc'h, Olivier Giroud |
| 8    | Danemark    | 3      | Allan Simonsen, Kenneth Brylle Larsen*, Kasper Høgh* |
| 8    | Portugal    | 3      | Bruno Fernandes* (x2), Pizzi* |
| 12   | Grèce       | 2      | Dimítrios Saravákos*, Démis Nikolaïdis* |
| 12   | Colombie    | 2      | Radamel Falcao (×2) |

* titre partagé par deux joueurs ou plus.

### Palmarès par championnat
La Bundesliga a eu quatorze fois parmi son championnat le meilleur buteur de la Ligue Europa.
| Rang | Championnat         | Titres | Joueurs |
| ---- | ------------------- | ------ | --- |
| 1    | Bundesliga          | 14     | Ludwig Bründl, Jupp Heynckes* (×2), Allan Simonsen, Dieter Hoeness*, Harald Nickel*, Klaus Allofs, Torsten Gütschow, Falko Götz*, Karl-Heinz Riedle*, Ulf Kirsten, Jürgen Klinsmann, Luca Toni*, Claudio Pizarro* |
| 2    | Serie A             | 9      | Rudi Völler, Dennis Bergkamp, Maurizio Ganz, Enrico Chiesa*, Darko Kovačević, Libor Kozák, Edin Džeko*, Ciro Immobile*, Borja Mayoral*                                                                            |
| 2    | Premier League      | 9      | Stanley Bowles, John Wark, Dean Saunders, Alan Shearer, Romelu Lukaku*, Olivier Giroud, Bruno Fernandes* (x2), Marcus Rashford*                                                                                   |
| 4    | LaLiga              | 8      | Darko Kovačević*, Javi Moreno*, Sonny Anderson, Wálter Pandiani, Radamel Falcao, Aritz Aduriz* (×2), Gerard Moreno*                                                                                               |
| 5    | Eredivisie          | 6      | Jan Jeuring*, Lex Schoenmaker, Ruud Geels, Gerrie Deijkers, Peter Houtman*, Pierre van Hooijdonk |
| 5    | Liga                | 6      | Zoran Filipović, Paulinho Cascavel*, Derlei, Óscar Cardozo*, Radamel Falcao, Pizzi* |
| 7    | Ligue 1             | 4      | Gérald Baticle, Stéphane Guivarc'h, Yusuf Yazıcı*, Pierre-Emerick Aubameyang |
| 8    | Bundesliga          | 3      | Tibor Nyilasi, Jonathan Soriano, Alan* |
| 8    | Super League        | 3      | Raimondo Ponte*, Marcin Kuźba*, Matías Delgado |
| 8    | Premier-Liga        | 3      | Pavel Pogrebniak*, Vágner Love, Giuliano* |
| 8    | Superleague Elláda  | 3      | Dimítrios Saravákos*, Démis Nikolaïdis*, Ayoub El Kaabi* |
| 12   | Allsvenskan         | 2      | Torbjörn Nilsson, Jari Rantanen* |
| 12   | Nemzeti Bajnokság I | 2      | József Szabo*, Kálmán Kovács* |
| 12   | Division 1A         | 2      | Kenneth Brylle Larsen*, Victor Boniface* |

* titre partagé par deux joueurs ou plus.